# 417 a.C.
Il 417 a.C. (CDXVII a.C. in numeri romani) è un anno  del V secolo a.C.

## Eventi
- Roma
  - Tribuni consolari Publio Lucrezio Tricipitino II, Agrippa Menenio Lanato II, Gaio Servilio Axilla II e Spurio Veturio Crasso Cicurino